# Manuela Wiesler
Manuela Wiesler (Itapiranga, 22 luglio 1955 – Vienna, 22 dicembre 2006) è stata una flautista austriaca.

## Biografia
Figlia di un cineasta austriaco e di una ballerina, è cresciuta a Vienna, dove ha terminato gli studi musicali (1967-1971); si reca quindi a Parigi per perfezionarsi con Alain Marion. Rientrata a Vienna nel 1973, termina i suoi studi e si trasferisce in Islanda con suo marito. Nel 1976 vince il Concorso Nordico di musica da camera di Helsinki. Il brillante risultato la spinge a continuare il perfezionamento: dopo essersi rivolta al vecchio maestro Marion, ha l'opportunità di lavorare con Aurèle Nicolet e James Galway. Nel 1979 debutta a Londra, mentre nel 1980 sfonda definitivamente alla Biennale di Copenaghen. Inizia così una brillante carriera di solista, coronata da grandi successi.
Artista dotata di carisma e di una personalità musicale spiccata, i suoi recital solistici, le tournée con varie orchestre e la notevole memoria (l'eliminazione della partitura allo scopo di ridurre la distanza che separa l'interprete e il pubblico) ne fanno una delle flautiste più significative della sua generazione, la cui risonanza è particolarmente sensibile nell'Europa del Nord. Lasciata l'Islanda, dove la sua carriera era cominciata, Manuela Wiesler si installa in Svezia per alcuni anni prima di rientrare definitivamente a Vienna nel 1985.
Parte della letteratura flautistica contemporanea, soprattutto quella scandinava, ha ricevuto un impulso fondamentale grazie alla sua devozione all'eccellenza tecnica e musicale e sono più di sessanta le partiture scritte per lei da compositori di diversissime tendenze: tra di esse il concerto "Euridyce" di Thorkell Sigurbjornsson (1979), che porta in sottotitolo "per Manuela e orchestra". La sua ricca discografia resta a testimonianza della profonda arte flautistica dell'artista, offrendole al tempo stesso la possibilità di una notorietà mondiale. Questa discografia permette di ripercorrere la curiosità musicale dell'interprete; accanto ai grandi classici della letteratura flautistica si trovano pagine ben più rare di compositori di tutto il mondo, e particolarmente del nord Europa (da von Koch a Ragnarsson da Svenisson a Sigurbjornsson), nonché trascrizioni della stessa flautista.
La sua attività artistica si arresta, per sua volontà, alla fine del 2001.
È morta il 22 dicembre 2006 all'età di 51 anni a seguito di un tumore.

## Discografia
- Manuela Wiesler, Julian Jacobson - Schubert, Reinecke, Boehm. 1988 Bluebell
- Manuela Wiesler, The Kroumata Percussion Ensemble - Jolivet, Harrison, Cage, Sandström. 1984 Bis
- Manuela Wiesler, French Solo Flute Music. 1989 -1990 Bis
- Manuela Wiesler, Roland Pöntinen, The Russian Flute. 1989 - 1990 Bis
- Manuela Wiesler, Helsingborg Symphony Orchestra, Philippe Auguin, French Flute Concertos. 1991 Bis
- Manuela Wiesler, Roland Pöntinen, André Jolivet: The Complete Flute Music - Volume 1. 1993 Bis
- Manuela Wiesler, André Jolivet: The Complete Flute Music - Volume 2. 1996 Bis
- Manuela Wiesler, Oiseaux tendres. 1994 Bis
- Manuela Wiesler, Noriko Ogawa, Bridges to Japan. 2000 Bis